# 22937 Nataliavella
22937 Nataliavella este un asteroid din centura principală de asteroizi.

## Descriere
22937 Nataliavella este un asteroid din centura principală de asteroizi. A fost descoperit pe 10 octombrie 1999 la Socorro, New Mexico, în cadrul proiectului LINEAR. Asteroidul prezintă o orbită caracterizată de o semiaxă mare de 2,40 ua, o excentricitate de 0,07 și o înclinație de 4,0° în raport cu ecliptica.